# Castillo de Segart
El castillo de Segart en la provincia de Valencia (España), es una fortaleza de origen musulmán construida alrededor del siglo XIII, y que se sitúa en lo alto de un cerro sobre la población que le da su nombre. Aún pueden verse restos de las murallas y parte de la estructura cúbica de un aljibe. 
Pese a lo reducido de su tamaño, debió de ser especialmente hermoso, tanto por su diseño como por su ubicación. La entrada a las ruinas del castillo se hace por la parte norte. Allí se encuentran dos "torres" que protegen la antigua entrada al recinto fortificado. Estas estructuras no son propiamente torres sino alargamientos hacia el exterior de la muralla. Existe una torre en dirección este, pero por la forma de construcción y los materiales empleados es muy posible que sea del siglo XIV.
Todo el recinto debió de estar enlazado con una muralla. No quedan restos de esta por haber sido utilizada probablemente para la elaboración de bancales o que hayan sufrido un deterioro al ser de tapial y no haber tenido reparaciones ni conservación. En la zona más alta todavía persisten los restos de un aljibe. A su lado se observan restos de antiguos secaderos de higos.

## Descripción

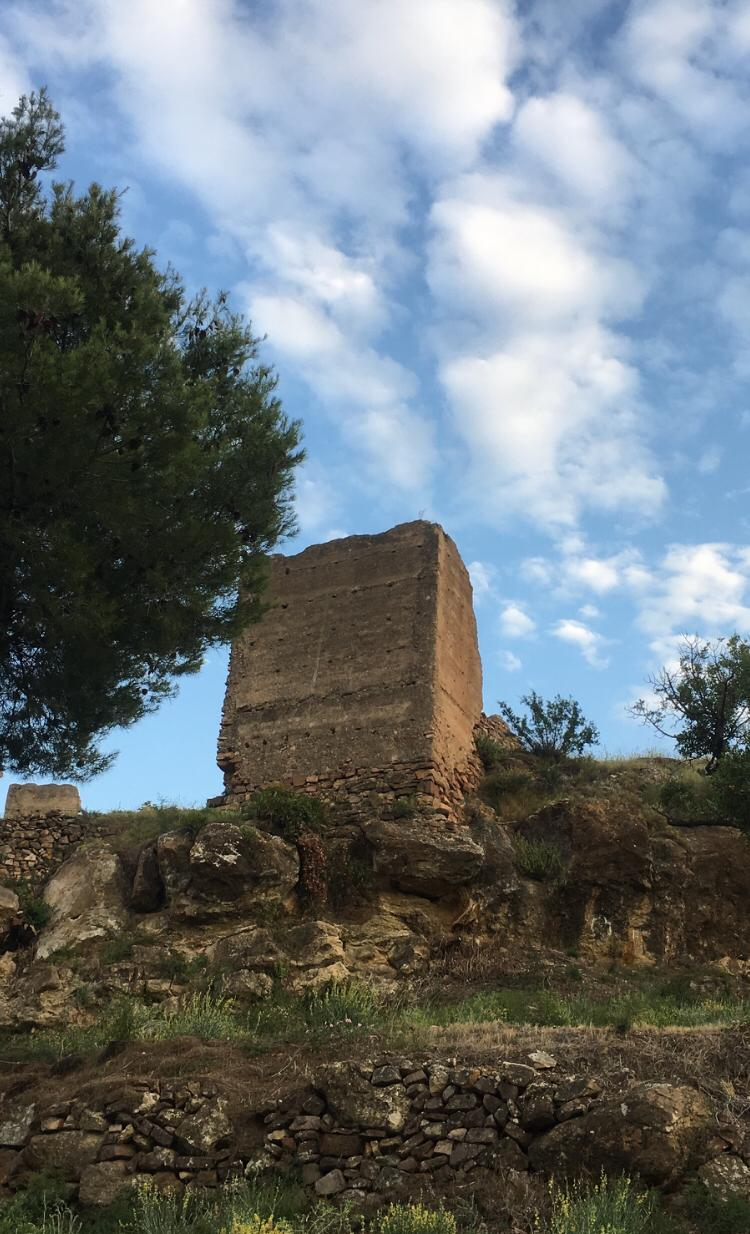
Parte de las murallas del Castillo de Segart.

De la fortaleza, actualmente en ruina, se aprecian restos de muralla construida con tapial sobre mampostería. Los orígenes de la población y del castillo corresponden a la época de dominación musulmana. La fortaleza fue conquistada por Jaime I en fecha incierta, pero con seguridad alrededor de 1238.
El propio monarca lo cedería primero al obispo de Vic Bernat Calvó, y posteriormente, en 1248, sería propiedad de Adam de Paterna. El monarca aragonés, Pedro el Ceremonioso, entregaría su propiedad a Bernardo Ripax y años más tarde se incorporaría a la jurisdicción de Sagunto de la que no se independizaría hasta 1535.
La expulsión de los moriscos en el 1609 acarreó que el lugar quedara deshabitado, por lo que Juan de Villarrasa, a la sazón señor de la baronía que formaban Segart y Albalat, debió acometer la tarea de repoblarla con cristianos viejos.
El castillo se ubica en un alto de un cerro de 300 metros de altitud sobre el nivel del mar, a cuyos pies se sitúa la población. Se encuentran restos de los muros que circundaban la fortificación y parte del aljibe. No se conservan aspectos ornamentales.